# Quadricalcarifera witoldi
Quadricalcarifera witoldi är en fjärilsart som beskrevs av Alexander Schintlmeister 1997. Quadricalcarifera witoldi ingår i släktet Quadricalcarifera och familjen tandspinnare. Inga underarter finns listade.